# 便士报
便士报（英語：Penny press）是产生于19世纪30年代美国的廉价报纸，从1830-1860年间，美国被称为“便士报”时代。因为购买报纸只需要1便士，价格低，销路增加，故称便士报。(最早是美國紐約太陽報)

## 背景

### 政治方面
1776年美国发表《独立宣言》，正式建国。美国建国之后资产阶级内部分裂为相对保守的联邦党和比较开明的民主共和党，两党的争论使得美国报刊进入政党报刊时期。
19世纪20年代后，联邦党日益衰败瓦解，民主共和党一分为二，一部分为辉格党，后演变为美国共和党，另一部分为民主党。共和党是北方党，代表工业资产阶级的利益；民主党是南方党，代表农场主、小资产阶级的利益。
由于南方的奴隶制限制了劳动力的流动，减少了工业资本主义原料的供应，阻碍了全国统一大市场的形成等原因，
民主党和共和党的分歧严重，斗争日益激烈。此时有明显党派倾向的报纸占主导地位。

### 经济技术方面
19世纪初，美国开始工业革命，19世纪30年代，工业革命正飞速进行，出现了大量的工人阶级。工业化的进行也带动了城市化的发展，尤其在东北部，城市规模不断扩大，人口大幅增加。此外，印刷出版技术得到大大改良，
1810年出现了效率相当于人力印刷机10倍的滚筒式印刷机。这为廉价报纸的出现奠定了基础。

### 文化教育方面
19世纪30年代，美国教育日益普及，公民识字率上升，为报纸造就了大量的潜在读者群体。

## 产生
在上述背景下，19世纪30年代美国的廉价报纸——便士报诞生了，最早的便士报是1830年康韦尔创办于费城的《美分报》，但它和另外两份廉价报纸都迅速夭折。成功的便士报中最著名的是纽约三大便士报：1833年本杰明·戴创办的《太阳报》、1835年贝内特创办的《纽约先驱报》以及1841年格里利创办的《纽约论坛报》。

## 特点
1. 面向市场，面向普通大众
2. 经济自立，一切开支由广告收入支撑
3. 强调“独立舆论”，标榜不做政党和政府的奴仆
4. 追求刺激，大量刊登骇人听闻的东西
5. 从以评论为主变为以新闻为主，从“观点纸”变为名副其实的“新闻纸”
6. 文字浅显，便于百姓阅读。“便士报”一改政党报刊单纯为政治服务的办刊宗旨，变为盈利第实现了新闻和报纸的商品化。

## 意义
1. 报纸内容从以评论为主变为以新闻为主，“观点纸”变为“新闻纸”，这成为客观中立报道的前提，也是新闻专业主义意识萌发的开端。
2. 报纸运营实现了由依靠政党经费向市场化运营的转变，以广告收入作为主要经济来源，开启了近代商业报刊的先河。
3. 报纸标榜独立，不做政党和政府的奴仆，实现了言论出版自由，是美国报纸成为“第四等级”的前提。
4. 更多的人可以通过便士报获取新闻、知识和娱乐，既满足了人们对信息的需求也丰富了人们的生活。